# Кубок Австрии по футболу 2020/2021
Кубок Австрии по футболу 2020/2021 (нем. Österreichischer Fußball-Cup 2020/21; официальное спонсорское название — «Uniqa ÖFB Cup») — 86-й розыгрыш кубка Австрии по футболу. Победитель Кубка получает право участия в Лиге Европы УЕФА в сезоне 2021/22.

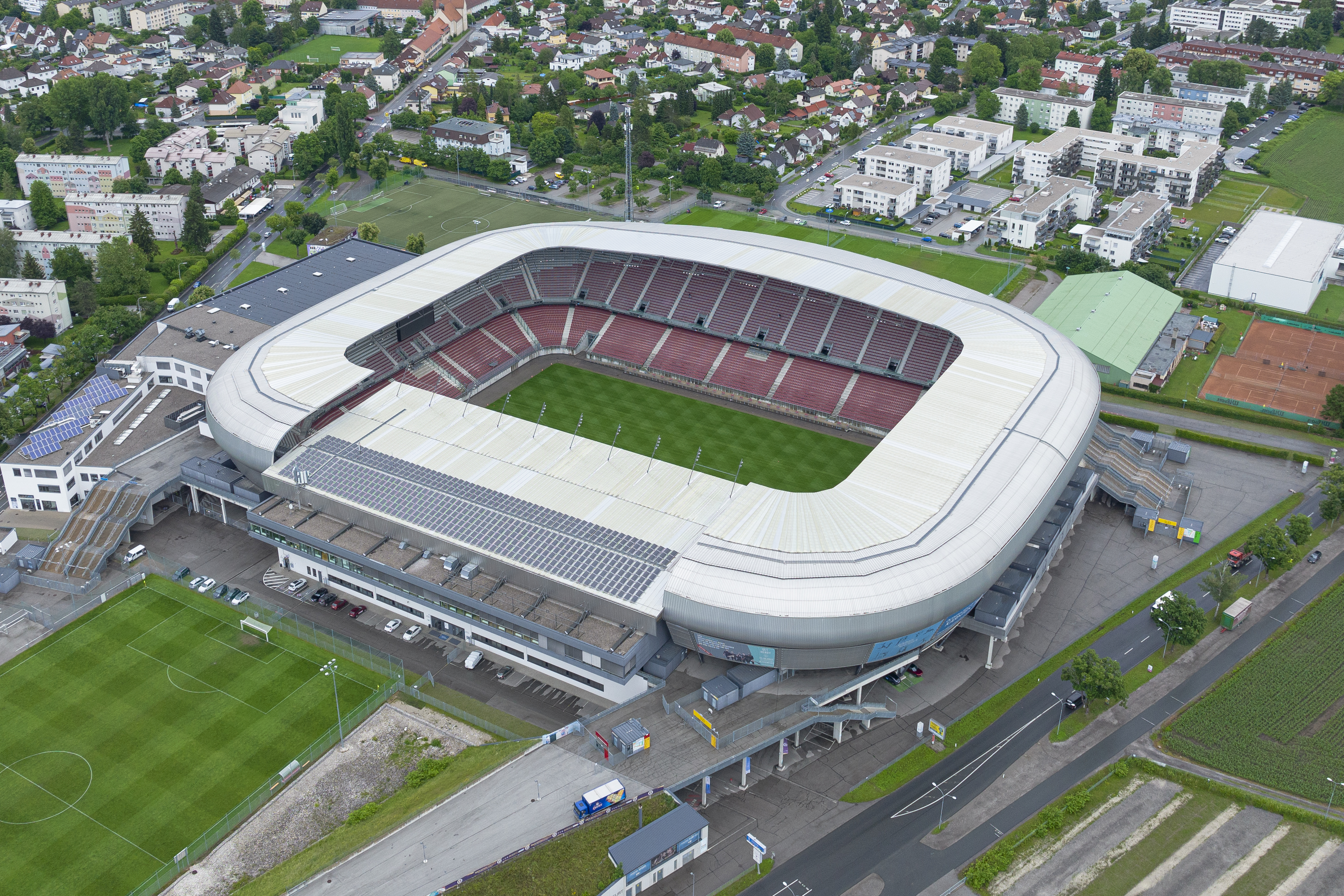
Вёртерзе-Штадион, Клагенфурт — место проведения финала Кубка Австрии.

Турнир проводился с августа 2020 года, а завершился финалом, который состоялся 1 мая 2021 года. Кубок третий раз подряд выиграла команда «Ред Булл» (Зальцбург).
В начале турнира планировалось, что в нем примут участие 64 команды. Однако во время межсезонья команда «Маттерсбург» столкнулась с финансовыми проблемами и объявила о банкротстве. В результате, они выбыли из турнира без замены.

## Календарь
Ниже приведено расписание кубка:
| Раунд         | Дата                 | Клубы   |
| ------------- | -------------------- | ------- |
| Первый раунд  | 28 — 30 августа 2020 | 64 → 32 |
| Второй раунд  | 16 — 18 октября 2020 | 32 → 16 |
| Третий раунд  | 3 — 5 ноября 2020    | 16 → 8  |
| Четвертьфинал | 5 — 7 февраля 2021   | 8 → 4   |
| Полуфинал     | 2 — 3 марта 2021     | 4 → 2   |
| Финал         | 1 мая 2021           | 2 → 1   |

## Первый раунд
С 28 августа по 30 сентября 2020 года, состоялся первый раунд соревнований, в рамках которого был сыгран 31 матч.
| Бундеслига (I) | Вторая лига (II) | Региональная лига (III) | Ландеслига (IV) | Итого    |
| -------------- | ---------------- | ----------------------- | --------------- | -------- |
| 12 из 12       | 12 из 12         | 27 из 27                | 12 из 12        | 63 из 64 |

## Второй раунд
С 16 октября по 14 ноября 2020 года были сыграны 16 матчей второго раунда.
| Бундеслига (I) | Вторая лига (II) | Региональная лига (III) | Ландеслига (IV) | Итого    |
| -------------- | ---------------- | ----------------------- | --------------- | -------- |
| 12 из 12       | 9 из 12          | 8 из 27                 | 3 из 12         | 32 из 64 |

## Третий раунд
С 14 ноября по 16 декабря 2020 года были сыграны восемь матчей третьего раунда. Изначально матчи третьего раунда были запланированы на период с 3 по 5 ноября. Однако, в результате террористических актов, произошедших в Вене 2 ноября, было принято решение перенести эти матчи на более поздний срок.
| Бундеслига (I) | Вторая лига (II) | Региональная лига (III) | Ландеслига (IV) | Итого    |
| -------------- | ---------------- | ----------------------- | --------------- | -------- |
| 8 из 12        | 6 из 12          | 0 из 27                 | 2 из 12         | 16 из 64 |

| 16 декабря 2020 | ЛАСК                     | 3:0     | Электра | Линц            |
| 18:00           | - Эггештайн 2′, 15′, 34′ | (отчёт) |         | Стадион: Линцер |

| 16 декабря 2020 | Ред Булл (Зальцбург)                                                                    | 6:2     | Рапид                              | Вальс-Зиценхайм                           |
| 20:30           | - Собослаи 16′ - Бериша 19′ - Койта 23′ - Дака 74′ - Камара 83′ (пен.) - Кристенсен 88′ | (отчёт) | - Фунтас 45+1′ (пен.) - Ульман 78′ | Стадион: Ред Булл Арена (Вальс-Зиценхайм) |

| 16 декабря 2020 | Вольфсберг                      | 2:0     | Амштеттен | Вольфсберг                |
| 16:00           | - Баумгартнер 9′ - Линдль 90+3′ | (отчёт) |           | Стадион: Лавантталь-Арена |

| 16 декабря 2020 | Капфенберг                      | 2:0     | Блау-Вайсс (Линц) | Капфенберг            |
| 16:00           | - Штайнлехнер 48′ - Хернаус 64′ | (отчёт) |                   | Стадион: Франц Фекете |

| 25 ноября 2020 | Фёрст            | 2:1     | Райндорф Альтах | Вена                |
| 20:25          | - Дюзгюн 9′, 55′ | (отчёт) | - Обаси 20′     | Стадион: Хохе Варте |

| 25 ноября 2020 | Аустрия (Вена)                                                      | 5:3     | Хартберг                                   | Вена                     |
| 17:15          | - Грюнвальд 13′ - Цвиршиц 17′ - Пихлер 41′ - Саркария 49′ - Фиц 65′ | (отчёт) | - Тадич 57′ - Хорват 81′ - Шаби 84′ (пен.) | Стадион: Дженерали Арена |

| 25 ноября 2020 | Штурм      | 1:0     | Ваккер (Инсбрук) | Грац                  |
| 17:15          | - Kuen 68′ | (отчёт) |                  | Стадион: Меркур Арена |

| 14 ноября 2020 | Флоридсдорф            | 1:3 (доп. вр.) | Аустрия (Клагенфурт)                      | Вена              |
| 20:25          | - Саханек 90+1′ (пен.) | (отчёт)        | - Печиреп 88′, 120+1′ (пен.) - Хюттер 95′ | Стадион: ФАЦ-Плац |

## Четвертьфинал
С 5 по 7 февраля 2021 года были сыграны четыре четвертьфинальных матча.
| Бундеслига (I) | Вторая лига (II) | Региональная лига (III) | Ландеслига (IV) | Итого   |
| -------------- | ---------------- | ----------------------- | --------------- | ------- |
| 5 из 12        | 2 из 12          | 0 из 27                 | 1 из 12         | 8 из 64 |

| 5 февраля 2021 | Капфенберг      | 1:2 (доп. вр.) | Вольфсберг                       | Капфенберг                                    |
| 18:00          | - Хернаус 45+2′ | (отчёт)        | - Линдль 15′ (пен.) - Новак 118′ | Стадион: Франц Фекете Судья: Юлиан Вайнбергер |

| 5 февраля 2021 | Штурм       | 1:0     | Фёрст | Грац                                        |
| 20:30          | - Янчер 63′ | (отчёт) |       | Стадион: Меркур Арена Судья: Кристофер Егер |

| 6 февраля 2021 | Ред Булл (Зальцбург)      | 2:0     | Аустрия (Вена) | Вальс-Зиценхайм                                                       |
| 17:00          | - Койта 41′ - Адейеми 89′ | (отчёт) |                | Стадион: Ред Булл Арена (Вальс-Зиценхайм) Судья: Мануэль Шюттенгрубер |

| 7 февраля 2021 | ЛАСК                                                 | 5:3 (доп. вр.) | Аустрия (Клагенфурт)                  | Линц                               |
| 17:00          | - Эггештайн 68′, 102′ - Балич 70′, 98′ - Поцман 111′ | (отчёт)        | - Русек 5′ - Хаджич 90+2′ - Яриц 108′ | Стадион: Линцер Судья: Рене Айснер |

## Полуфинал
Полуфинальные матчи были сыграны 3 марта 2021 года.
| Бундеслига (I) | Вторая лига (II) | Региональная лига (III) | Ландеслига (IV) | Итого   |
| -------------- | ---------------- | ----------------------- | --------------- | ------- |
| 4 из 12        | 0 из 12          | 0 из 27                 | 0 из 12         | 4 из 64 |

| 3 марта 2021 | Вольфсберг | 0:1 (доп. вр.) | ЛАСК                  | Вольфсберг                                                     |
| 19:00        |            | (отчёт)        | - Визингер 97′ (пен.) | Стадион: Лавантталь-Арена Зрителей: 0 Судья: Себастьян Гишамер |

| 3 марта 2021 | Штурм | 0:4     | Ред Булл (Зальцбург)                        | Клагенфурт                                                    |
| 21:05 |       | (отчёт) | - Мвепу 36′, 54′ - Бериша 72′ - Эронсон 79′ | Стадион: Вёртерзе-Штадион Зрителей: 0 Судья: Юлиан Вайнбергер |
| Примечание: Из-за проблем с газоном матч был проведен на Вёртерзе-Штадион в городе Клагенфурт, а не на обычном домашнем стадионе Штурма — Меркур Арена в Граце. |       |         |                                             |                                                               |

## Финал
Финальный матч состоялся 1 мая 2021 года на стадионе Вёртерзе-Штадион в муниципалитете Клагенфурт.
| ЛАСК | 0:3     | Ред Булл (Зальцбург)                   |
| ---- | ------- | -------------------------------------- |
|      | (отчёт) | - Бериша 45′ - Эронсон 66′ - Мвепу 88′ |

## Бомбардиры
Согласно:
| Место | Игрок              | Клуб                 | Голы |
| ----- | ------------------ | -------------------- | ---- |
| 1     | Йоханнес Эггештайн | ЛАСК                 | 6    |
| 1     | Фабиан Шуберт      | Блау-Вайсс (Линц)    | 6    |
| 3     | Патсон Дака        | Ред Булл (Зальцбург) | 5    |
| 3     | Марвин Хернаус     | Капфенберг           | 5    |
| 3     | Инок Мвепу         | Ред Булл (Зальцбург) | 5    |
| 6     | Беким Баляй        | Штурм                | 4    |
| 6     | Таксиархис Фунтас  | Рапид                | 4    |
| 6     | Михаэль Линдль     | Вольфсберг           | 4    |
| 6     | Чинеду Обаси       | Райндорф Альтах      | 4    |
| 6     | Маркус Русек       | Аустрия (Клагенфурт) | 4    |